# Beltrão Coelho
A Beltrão Coelho é uma histórica marca portuguesa e que existe há 70 anos. É considerada uma empresa de Tecnologias da Informação, onde actua na área do B2B na gestão de Impressoras, fotocopiadoras e impressoras multifunções, um nicho de negócio dentro dos Managed Services, conhecido como Managed Print Services.
Com sede em Lisboa, é uma empresa familiar e que vai na 3ª geração.